# Émile Roux
Pierre Paul Emile Roux (Confolens, Charente, 17 de dezembro de 1853 — Paris, 3 de novembro de 1933) foi um médico francês, bacteriologista e imunologista. Roux foi um dos colaboradores mais próximos de Louis Pasteur (1822-1895), cofundador do Instituto Pasteur e responsável pela produção do soro anti-difteria, a primeira terapia eficaz para essa doença.

## Primeiros anos
Roux recebeu seu bacharelado em ciências em 1871 e iniciou seus estudos em 1872 na Faculdade de Medicina de Clermont-Ferrand. Trabalhou inicialmente como aluno assistente de química na Faculdade de Ciências de Émile Duclaux. De 1874 a 1878, ele continuou seus estudos em Paris e foi admitido como assistente clínico no Hôtel-Dieu. Entre 1874 e 1877, Roux recebeu uma bolsa para a Escola Militar de Val-de-Grâce, mas desistiu por não apresentar sua dissertação no devido tempo. Em 1878, começou a trabalhar como assistente do curso de fermentação ministrado por seu patrono Duclaux na Universidade da Sorbonne.

## Trabalho com Pasteur
Duclaux recomendou Roux a Louis Pasteur, que estava procurando assistentes, e Roux ingressou no laboratório de Pasteur como assistente de pesquisa de 1878 a 1883 na École Normale Supérieure em Paris. Roux começou sua pesquisa sobre a causa microbiológica de doenças e, nessa capacidade, trabalhou com Pasteur sobre cólera aviária (1879-1880) e antraz (1879-1890), e esteve envolvido no famoso experimento de vacinação de animais com antraz em Pouilly-le-Fort.
Em 1883, apresentou uma tese de doutorado em medicina intitulada Des Nouvelles Acquisitions sur la Rage, na qual descreveu sua pesquisa sobre a raiva com Pasteur desde 1881, o que levou ao desenvolvimento da primeira vacinação contra essa terrível doença. Roux era agora reconhecido como um especialista nas ciências nascentes da microbiologia médica e imunologia. Com os outros assistentes de Pasteur (Edmond Nocard, Louis Thuillier, que morreu enquanto estava em Alexandria após contrair a doença, e Straus), Roux viajou em 1883 ao Egito para estudar um surto de cólera humana lá, mas eles não conseguiram encontrar o patógeno para a doença, que mais tarde foi descoberto em Alexandria pelo médico alemão Robert Koch (1843–1910).
Em 1883 e durante os 40 anos seguintes, Émile Roux envolveu-se de perto com a criação do que viria a ser o Instituto Pasteur. Ele dividia seu tempo entre pesquisas biomédicas e tarefas administrativas. Em 1888, um ano importante em sua carreira, aceita o cargo de Diretor de Serviços, passa a integrar o conselho editorial dos Annales de l'Institut Pasteur, e institui o primeiro curso regular de técnica microbiológica, que se tornaria extremamente influente na formação. de muitos importantes pesquisadores e médicos franceses e estrangeiros em doenças infecciosas.

## Pesquisa sobre difteria
Ainda em 1883, Roux publicou, com Alexandre Yersin, o primeiro de seus clássicos trabalhos sobre a causação da difteria pelo bacilo de Klebs-Loeffler, então doença extremamente prevalente e letal, principalmente entre as crianças. Ele estudou sua toxina e suas propriedades e começou em 1891 a desenvolver um soro eficaz para tratar a doença, seguindo a demonstração de Emil Adolf von Behring (1854–1917) e Kitasato Shibasaburō (1852–1931) que cria anticorpos contra a toxina diftérica poderia ser produzido em animais. Ele demonstrou com sucesso o uso desta antitoxina com Auguste Chaillou em um estudo com 300 crianças doentes no Hôpital des Enfants-Malades e foi daí em diante saudado como um herói científico em congressos médicos em toda a Europa.

## Outras pesquisas e anos posteriores
Nos anos seguintes, Roux se dedicou incansavelmente a muitas pesquisas sobre a microbiologia e a imunologia prática do tétano, tuberculose, sífilis e pneumonia. Ele foi eleito membro da Real Academia Sueca de Ciências em 1900. Em 1904, foi nomeado para o antigo cargo de Pasteur como Diretor Geral do Instituto Pasteur.
Em 1916, mudou-se para um pequeno apartamento no Hospital Pasteur, onde faleceu em 3 de novembro de 1933.